# Парк имени Якуба Коласа
Парк имени Якуба Коласа (узб. Yakub Kolas nomidagi bog') — сквер в центре Ташкента, названный в честь белорусского писателя и поэта, в парке установлен его бюст, его именем также названа прилегающая к территории парка улица.
В разное время назывался Александровским садом, сквером имени Кафанова, сквером Коммунаров.
В 1917 году в парке были похоронены в братской могиле погибшие участники ташкентского восстания, впоследствие сквер стал исполнять функции мемориального кладбища, на котором находились могилы видных советских политических и общественных деятелей.
После получения Узбекистаном независимости некрополь на сквере был ликвидирован, часть захоронений была перенесена на разные кладбища города Ташкента.

## История

Ташкент. Памятная стела над братской могилой 14 Туркестанских комиссаров в сквере имени Кафанова

В 1893 году на месте, когда-то бывшем площадкой для торговли скотом, был разбит парк, названный Александровским садом, парк служил местом для городского отдыха. К саду примыкали здания Биржи труда (сейчас на этом месте находится современное здание Государственного музея искусств Узбекистана) и Управления железной дороги, единственное трёхэтажное здание в городе, построенное в 1912 году. Во время революционных событий парк стал местом проведения митингов рабочих и солдат.
В 1917 году здесь были захоронены в братской могиле 79 участников ташкентского восстания. В 1918 году в братскую могилу были перенесены останки четырнадцати участников восстания сапёров 1912 года. В 1919 году в сквере были похоронены 14 туркестанских комиссаров расстрелянных во время антибольшевистского Осиповского мятежа в Ташкенте.
В 1917 году над братской могилой была установлена 10-метровая гранитная стелла-обелиск, а в 1962 году зажжён «Вечный огонь». В 1970 году памятник был реконструирован, десятиметровая стелла заменена на 20-метровый гранитный обелиск, авторы монумента — архитектор В. Русанов, скульпторы: А. Рахматуллаев, М. Крымская, Ю. Киселёв. В советский период сквер, который стал именоваться сначала сквером Кафанова, а затем сквером Коммунаров, стал играть роль некрополя для видных политических и общественных деятелей Туркестанской АССР и Узбекской ССР. 
В период с 1920 по 1945 года здесь были похоронены: председатель Центральной контрольной комиссии КП Туркестана М. П. Кафанов (1923); журналист З. М. Бурас (1933); первый секретарь среднеазиатского краевого комитета ВЛКСМ С. Стрелков (1934); химик И. А. Каблуков (1942); биолог А. Л. Бродский (1943); председатель Президиума Верховного Совета Узбекской ССР Ю. Ахунбабаев (1943); поэт Х. Алимджан (1944); Герой Советского Союза генерал-майор С. Рахимов (1945).

### В независимом Узбекистане
В 2000 году монумент над братской могилой был демонтирован. Часть останков туркестанских комиссаров, советские политические и общественные деятели захороненные на сквере были перенесены на коммунистическое кладбище. В 2005 году прах С. Рахимова был перезахоронен на мемориальном воинском кладбище Ташкента. Х. Алимджан и Ю. Ахунбабаев были перезахоронены на Чигатайском кладбище.
1 марта 2008 года на бывшем сквере Коммунаров был открыт памятник узбекской поэтессе Зульфие, работы народного художника Узбекистана, скульптора Равшана Миртаджиева. В 2017 году памятник поэтессе перенесли в Национальный парк и установили на Аллее литераторов.
24 августа 2018 года на сквере был установлен бюст Якуба Коласа, проживавшего в Ташкенте в 1941—1943 годах. Авторство памятника принадлежит академику Академии художеств Узбекистана Марине Бородиной. Сквер и прилегающая к нему улица были переименованы в честь белорусского писателя и поэта.